# Aleksej Petrovič Ermolov
Aleksej Petrovič Ermolov (russo Алексей Петрович Ермолов; Mosca, 4 giugno 1777 – Mosca, 23 aprile 1861) è stato un generale dell'esercito russo durante le guerre napoleoniche nonché una delle figure russe più emblematiche dell'epoca.
Raggiunto il grado di generale di fanteria (1818) pur militando in artiglieria, fu anche amministratore civile nell'area del Caucaso dove, ad inizio Ottocento, la Russia iniziò ad espandersi. Legato ad ambienti decabristi, subì a causa di queste frequentazioni l'esilio e la diffidenza dello zar Nicola I, ma venne nel contempo lodato per le sue grandiose capacità militari dimostrate dalle continue vittorie sul campo.

## Biografia

### I primi anni
Nato a Mosca nel 1777, Aleksej Petrovič Ermolov nacque in una nobile famiglia. Suo padre, Pëtr Alekseevič Ermolov (1747-1832), era un proprietario terriero benestante con 150 schiavi che dimorava nel distretto di Mcensk, nella provincia di Orël. Durante il regno di Caterina II di Russia, aveva prestato servizio come membro dell'ufficio del Procuratore Generale conte Aleksandr Nikolaevič Samojlov, ma con l'ascesa al trono di Paolo I era stato destituito e congedato col rango di consigliere di stato e con la II classe dell'Ordine di San Vladimiro, ritirandosi a vita privata presso il villaggio di Lukjančikov. Sua madre era Maria Denisovna Davydova, aveva sposato in prime nozze il generale Michail Vasil'evič Kachovskij (1734-1800), dal quale aveva avuto un figlio e due figlie. Tramite la famiglia di sua madre, Ermolov era imparentato anche con le casate dei Potëmkin e degli Orlov ed era cugino del poeta Denis Davydov.
Già ad un anno di età, Ermolov venne destinato alla carriera militare nel reggimento delle guardie Preobraženskij, divenendone poco dopo sergente. La sua istruzione avvenne in casa come era in uso nelle famiglie aristocratiche russe dell'epoca, passando successivamente all'Università di Mosca con l'intento di prepararsi nelle materie militari, giudiziarie e diplomatiche. Studiò sotto Bernhard Andreas von Heim e della sua futura carriera si interessò anche il rettore, Pavel Ivanovič Fonvizin il quale gli fece dono più volte di suoi libri personali. Sin da bambino, Ermolov mostrò un particolare interesse per le opere classiche, leggendo quasi tutte le opere di Plutarco e in particolare le biografie di Giulio Cesare e di Alessandro Magno.
Il 5 gennaio 1797 venne arruolato come ufficiale nel reggimento Preobraženskij.

### La carriera

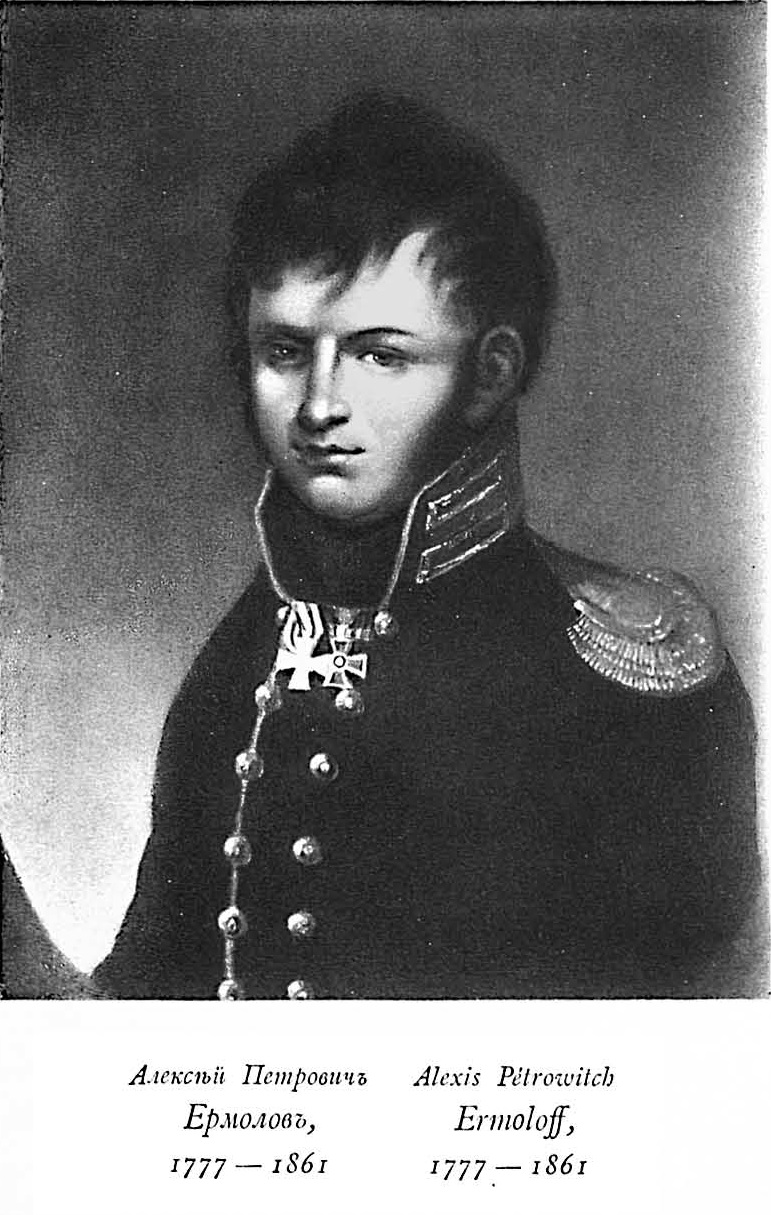
Ermolov in un ritratto d'inizio ottocento

Nel 1792, con il grado di capitano della guardia, il quindicenne Aleksej si trasferì a San Pietroburgo e fu arruolato nel reggimento di dragoni di Nižnij Novgorod di stanza nel Caucaso. Rimase tuttavia a San Pietroburgo come aiutante di campo sotto il procuratore generale conte Samojlov, sotto il quale suo padre aveva già prestato servizio a suo tempo. Ermolov entrò quindi nell'arma di artiglieria per la quale era necessaria una formazione accademica specifica. Nel 1793 superò l'esame con lode e venne incluso subito nel corpo d'armata del generale Derfelden che partì per una campagna in Polonia.

#### La campagna polacca
Nel 1794 iniziò a servire sotto il comando di Aleksandr Vasil'evič Suvorov e ricevette il suo battesimo del fuoco durante la campagna militare in Polonia (rivolta di Kosciuszko), distinguendosi al comando di una batteria durante l'assedio di Varsavia, motivo per il quale venne insignito della IV classe dell'Ordine militare di San Giorgio.

#### La campagna in Italia
Il 9 gennaio 1795, Ermolov tornò a San Pietroburgo, dove venne assegnato al 2º battaglione di artiglieria. Tuttavia, nello stesso anno, sotto il patrocinio del conte Samojlov, venne inviato in Italia con un funzionario di fiducia per gli affari finanziari, Wurst. Quest'ultimo venne inviato al seguito dell'armata russa per risolvere i problemi finanziari della Repubblica di Genova.
Per Ermolov il viaggio d'affari con Wurst era puramente formale, poiché la sua presenza era de facto inutile e le sue conoscenze in materia commerciale pressoché nulle. Nel contempo, il conte Aleksandr Andreevič Bezborodko inviò una lettera di raccomandazione a Ermolov per presentarsi al cancelliere austriaco, barone Giovanni Amadeo Francesco di Paola Thugut, con la richiesta di consentire a questo giovane ufficiale russo di prendere parte con le truppe austriache all'offensiva contro i francesi in Italia. Attendendo una risposta, Ermolov si concesse un periodo per viaggiare in Italia, visitando musei ed altri siti culturali significativi, ponendo così le basi per la propria preziosa futura collezione di stampe e per la sua biblioteca personale.
Dopo aver ricevuto il permesso di arruolarsi nell'esercito austriaco, Ermolov venne assegnato al corpo d'armata del generale Davis, nella cavalleria leggera croata.

#### In Persia
Nel 1796, tornato in Russia, venne nuovamente arruolato nel corpo d'armata del maggiore generale S. A. Bulgakov, col quale prese parte alla campagna militare persiana diretta dal generale conte Valerian Aleksandrovič Zubov. Distintosi nell'assedio della fortezza di Derbent, venne insignito della IV classe dell'Ordine di San Vladimiro e ricevette il grado di tenente colonnello. Si ritirò quindi a Mosca per un breve periodo.

#### L'esilio
Nel 1798, poco dopo l'arresto del suo fratellastro maggiore, il conte Aleksandr Michajlovič Kachovskij, anche Ermolov fu arrestato e dispensato dal servizio militare perché ritenuto vicino agli ambienti rivoluzionari dei futuri decabristi e sospetto di congiurare contro lo zar Paolo I. Venne quindi dapprima imprigionato nella fortezza dei santi Pietro e Paolo per un mese e poi esiliato nella sua tenuta di campagna di Kostroma dopo la conclusione del processo. Effettivamente Ermolov aveva nella propria cerchia di amici molti futuri decabristi ed erano spesso soliti esprimere pareri negativi sul malgoverno di Paolo I, ma in realtà il giovane ufficiale poco conosceva dei grandi piani intessuti dai vertici dell'organizzazione.
Durante il periodo di esilio, si legò al cosacco Matvej Ivanovič Platov col quale divenne particolarmente amico per il resto della sua vita. Ermolov colse questo periodo di pausa dall'esercito per dedicarsi allo studio, imparando la lingua latina grazie ad un sacerdote locale e leggendo quindi i classici romani in originale, in particolare il De bello gallico di Cesare. Il governatore di Kostroma gli offrì la sua intercessione presso l'imperatore, ma Ermolov rimase in esilio fino alla morte di Paolo I. Fu graziato con decreto di Alessandro I del 15 marzo 1801.

### Le guerre napoleoniche

#### Le guerre delle coalizioni antinapoleoniche

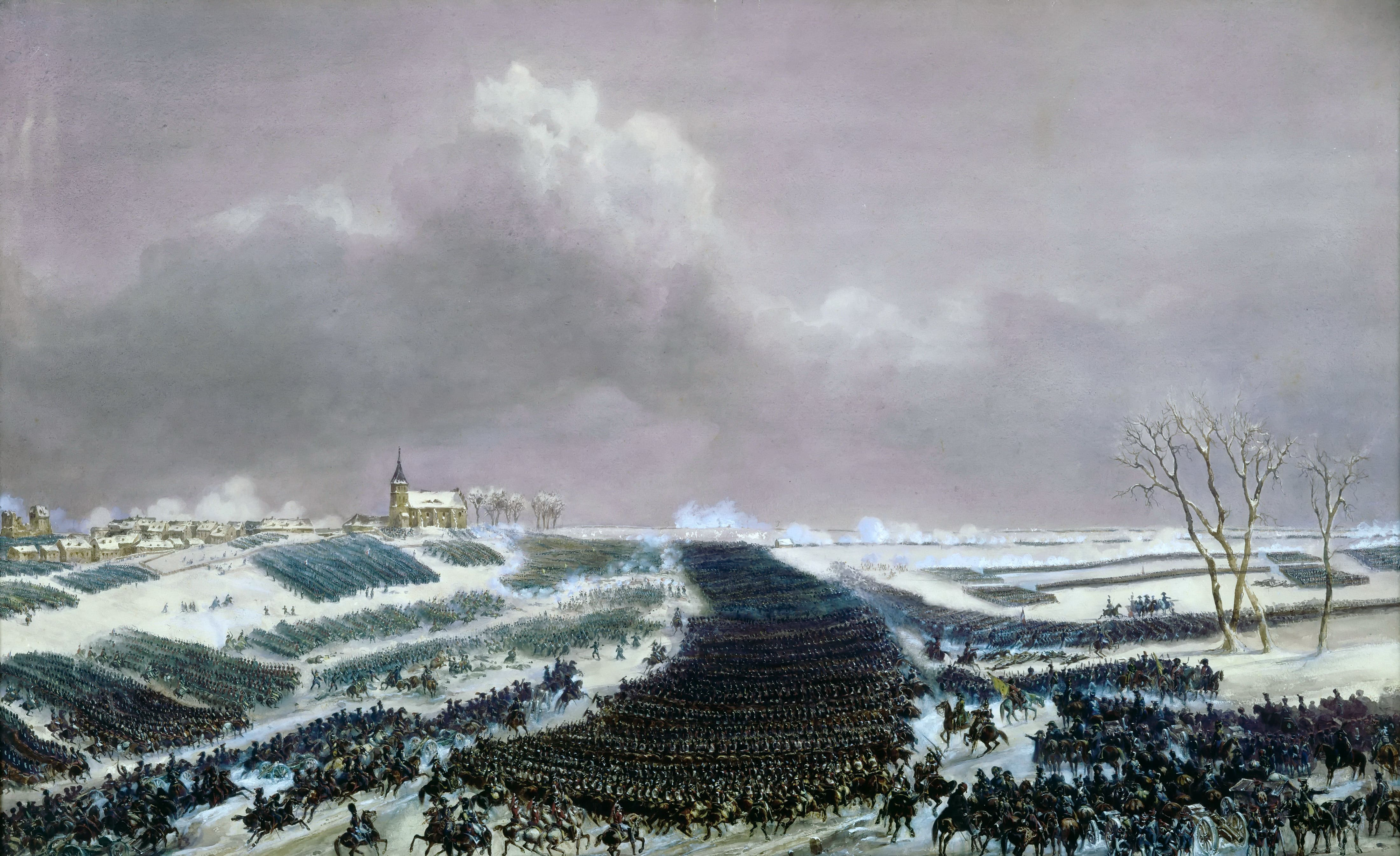
La battaglia di Eylau del 1807 in un dipinto di Jean-Antoine-Siméon Fort.

Quando venne liberato dall'esilio, Ermolov tornò in servizio nell'esercito e gli venne affidata una compagnia di artiglieria a cavallo di stanza a Vilnius. Nei suoi appunti dell'epoca scriveva: "Ho 25 anni, ma mi manca la guerra...". Con l'inizio delle guerre di coalizione antinapoleoniche riprese la via del campo di battaglia nel 1805.
Nel 1805, la compagnia di Ermolov venne assegnata come parte dell'armata del generale Kutuzov, inviato in aiuto dell'Austria contro la Francia napoleonica.
Nella battaglia di Amstetten, Ermolov ebbe modo di distinguersi fermando il nemico che avanzava e consentendo così agli squadroni di cavalleria russi di radunarsi e mantenersi in posizione di fronte all'assalto del nemico, evitando nel contempo che il nemico potesse predisporre una batteria d'artiglieria adeguata per minacciare la posizione russa. Nella medesima campagna, ad ogni modo, si attirò le ire del generale Aleksej Andreevič Arakčeev che ebbe per lui parole di immeritato disappunto e cercò di ostacolare la carriera del giovane ufficiale d'artiglieria.
Ad Austerlitz, quando la divisione dell'aiutante generale Fëdor Petrovič Uvarov venne messa in fuga dalla cavalleria pesante francese, Ermolov non cedette al panico generale e fermò la sua batteria, "suggerendo con questa azione di continuare a battagliare contro la cavalleria". Malgrado la prontezza dell'azione, Ermolov si vide uccidere il cavalo sotto la sella e venne fatto prigioniero dai francesi, venendo salvato miracolosamente nei pressi della linea francese dal provvidenziale intervento di un reggimento di ussari di Elisavetgrad. Per queste azioni e per la tenacia dimostrata, Ermolov ottenne il grado di colonnello e l'ordine di Sant'Anna di II classe.
Durante la guerra russo-prussiana-francese (1806-1807) Ermolov si distinse nella battaglia di Eylau del febbraio 1807 dove, con un bombardamento dei cannoni della sua compagnia di artiglieria a cavallo, Ermolov fermò l'offensiva francese, salvando così l'esercito russo.
Nel 1807, il ventinovenne Aleksej Ermolov tornò in Russia con la reputazione di uno dei primi cannonieri dell'esercito russo. Dal 1809 comandò le truppe di riserva nelle province di Kiev, Poltava e Černihiv.

#### La guerra patriottica

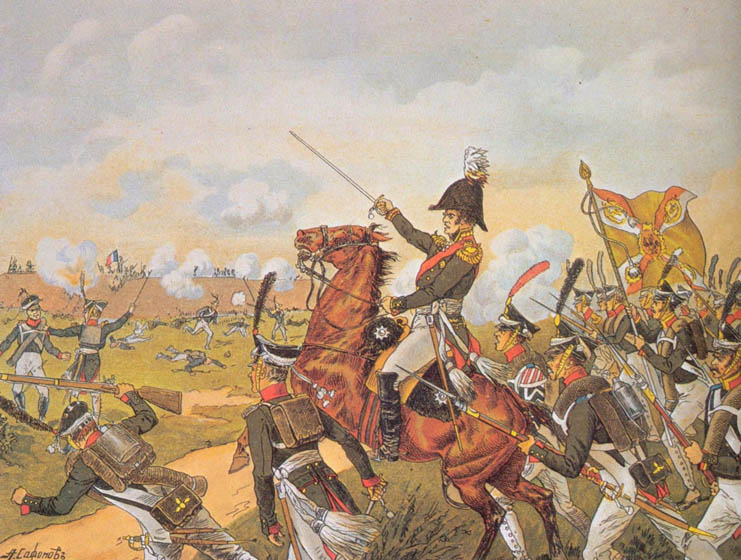
Ermolov alla battaglia di Borodino. Cromolitografia di A. Safonov (inizio XX secolo)

Prima dell'inizio della guerra patriottica del 1812 in Russia, Ermolov venne nominato capo di stato maggiore della 1ª armata impegnata sul fronte occidentale, pur avendo rapporti piuttosto freddi col comandante generale dell'armata, il generale Barclay. Il trentaquattrenne Ermolov si trovò così in una posizione scomoda e imbarazzante, soprattutto da quando Alessandro I gli diede l'incarico di stilare un rapporto sui principali generali ed ufficiali dell'esercito. Genericamente (ad eccezione per il generale Ertel), Ermolov si dimostrò corretto e propositivo. Tuttavia questi dispacci, che dovevano rimanere corrispondenza riservata tra il generale e lo zar, vennero invece lette anche dal generale Kutuzov e cambiarono l'atteggiamento di quest'ultimo nei confronti di Ermolov.
Durante la ritirata verso Smolensk, il generale Ermolov, pur sotto l'autorità del generale Barclay, guidò in modo completamente indipendente e brillante la battaglia nei pressi del villaggio di Zabolot'e (7 agosto), e venne poi impiegato nell'organizzazione della difesa della fortezza di Smolensk.
All'inizio della battaglia di Borodino, Ermolov si trovava insieme a Kutuzov il quale dispose che il suo generale si portasse nel pomeriggio con i suoi uomini nello scontro per disporre correttamente l'artiglieria della 2ª armata. Quando si trovò nello scontro, Ermolov si rese conto che la batteria era già stata catturata dal nemico e che la fanteria russa si era data alla fuga disordinatamente. Ermolov ordinò immediatamente alle compagnie di artiglieria a cavallo che erano con lui di affiancare la batteria catturata dal nemico e di aprire nel contempo il fuoco sui francesi, guidando personalmente i propri uomini. In soli 20 minuti la batteria venne riconquistata dai russi e i suoi difensori vennero perlopiù uccisi.

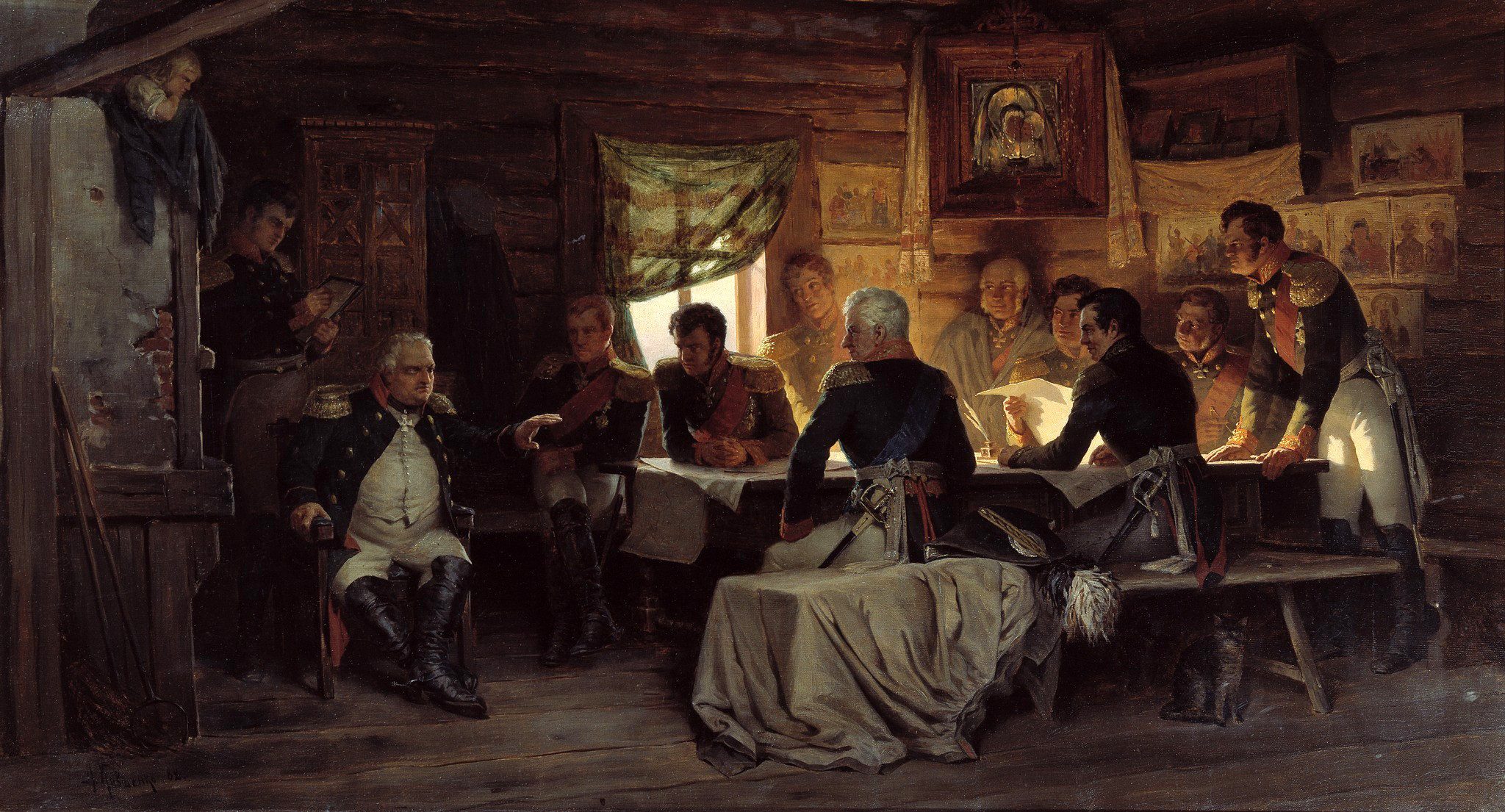
Il consiglio di Fili in un dipinto di Aleksej Danilovič Kivšenko. Ermolov si trova all'estrema destra del tavolo, in piedi.

Per non esporre la fanteria al bombardamento delle batterie nemiche e ad un possibile attacco improvviso dei reggimenti nemici del generale di divisione Moran, Ermolov ordinò di non proseguire oltre l'offensiva. Si rese conto ad ogni modo che i suoi soldati erano stati galvanizzati dalla riuscita dell'operazione e per questo ordinò ai dragoni del generale K. A. Kreitz di controllare la fanteria russa e di "respingerla" indietro se fosse stato necessario. Ermolov rimase sul campo per tre ore sino a quando non venne ferito al collo.
Nel consiglio di Fili, il generale Ermolov predispose i preparativi per un nuovo scontro nei pressi di Mosca previsto per il 5 ottobre, dove ancora una volta riuscì a trionfare sui francesi pur avendo creduto opportuno avvisare Napoleone dell'inutilità della prosecuzione delle sue azioni. Avendo poi appreso dal suo ex sottoposto Seslavin che l'esercito di Napoleone stava marciando da Tarutin lungo la strada per Borovsk, Ermolov, per conto proprio, in nome del comandante in capo, cambiò la direzione di marcia del corpo d'armata di Dochturov, spostandolo in tutta fretta verso Malojaroslavec. Dopo la battaglia di Malojaroslavec, nella cui difesa Ermolov ebbe un ruolo importante, per conto di Kutuzov, il generale riuscì ancora una volta a guidare valorosamente i propri uomini trionfando sul nemico. Ottenne a seguito di questi eventi il grado di tenente generale.

#### Le campagne all'estero

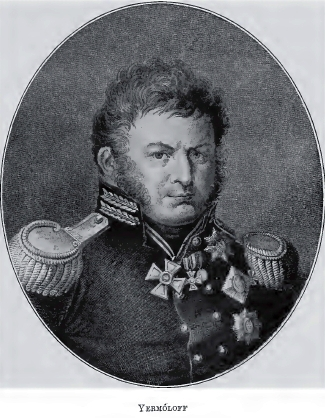
Il generale Ermolov in una litografia del 1812

Nel dicembre del 1812, Ermolov intraprese la propria prima campagna all'estero e venne nominato comandante dell'artiglieria dell'esercito russo ed il suo intervento si rivelò provvidenziale perché secondo le sue relazioni, l'artiglieria russa non disponeva di capi settore, era poco preparata e perlopiù disorganizzata.
Dopo la sconfitta dell'esercito russo-prussiano nella battaglia di Lutzen il 20 aprile 1813, il generale di cavalleria conte Peter Wittgenstein chiamò in causa Ermolov nella sconfitta delle armate russe per la mancanza di adeguata artiglieria. Ermolov al momento non diede peso all'accusa sapendo come si erano svolti i fatti, ma quando Wittgenstein venne rimosso dal proprio incarico, anche Ermolov venne temporaneamente trasferito al comando della 2ª divisione di fanteria, sostituendo il tenente generale Lavrov, gravemente malato.

Il 9 maggio, durante la ritirata degli eserciti alleati nei pressi di Bautzen, ad Ermolov fu affidato il comando della retroguardia. In questa posizione, Ermolov fu in grado di respingere gli attacchi delle truppe francesi sotto il comando di Napoleone I in persona per un tempo piuttosto lungo, consentendo così agli alleati di ritirarsi con successo oltre il fiume Loebau senza subire gravi perdite. Il generale Wittgenstein, rendendogli giustizia, in un rapporto ad Alessandro I scrisse: 
Il giorno successivo, Ermolov fu attaccato dalle truppe dei generali Latour-Maubourg e Reynier a Ketitz e si ritirò a Reichenbach.

Nella battaglia di Kulm, svoltasi il 29 e 30 agosto, guidò la 1ª divisione della guardia e si trovò ben presto al centro dello scontro, rimanendo per l'intera giornata contro il nemico che superava per due volte i suoi uomini. Quasi alla fine della battaglia, giunse in posizione il distaccamento di cavalleria del tenente generale principe D. V. Golitsyn che, in quanto più anziano di grado, avrebbe dovuto prendere il comando generale delle truppe, ma fu quest'ultimo stesso ad affidare ad Ermolov la guida delle truppe dicendogli: 

Il generale A. I. Osterman-Tolstoj, gravemente ferito in battaglia, ricevette dell'Ordine di San Giorgio di 2ª classe, ma questi dichiarò 
 Tuttavia, Osterman-Tolstoj venne insignito di quell'onorificenza ed Ermolov ottenne invece il pur prestigioso Ordine di Sant'Aleksandr Nevskij direttamente sul campo di battaglia, ricevendo anche la I classe dell'Ordine dell'Aquila Rossa dal re di Prussia. Più tardi Denis Davydov scrisse a tal proposito: 

La vittoria della battaglia di Kulm consentì agli alleati di ritirarsi in Boemia e lo stesso Ermolov colse l'occasione per ricostruire le proprie forze. Il conte Osterman-Tolstoj, dopo aver ripreso le proprie funzioni, nonostante il dolore insopportabile che gli procurava la sua ferita, scrisse a Ermolov di suo pugno: 
Nella battaglia di Parigi del marzo 1814, Ermolov comandò una formazione di truppe russe, prussiane e del Baden insieme. Nella fase finale dello scontro, su istruzioni personali di Alessandro I, trovandosi a capo del corpo dei granatieri, attaccò la collina di Belleville (la porta orientale di Parigi) e costrinse il nemico alla resa. L'imperatore gli ordinò di redigere il manifesto nel quale si annunciava la cattura di Parigi. Per la distinzione durante la presa della capitale francese, Ermolov fu insignito dell'Ordine di San Giorgio di II classe.

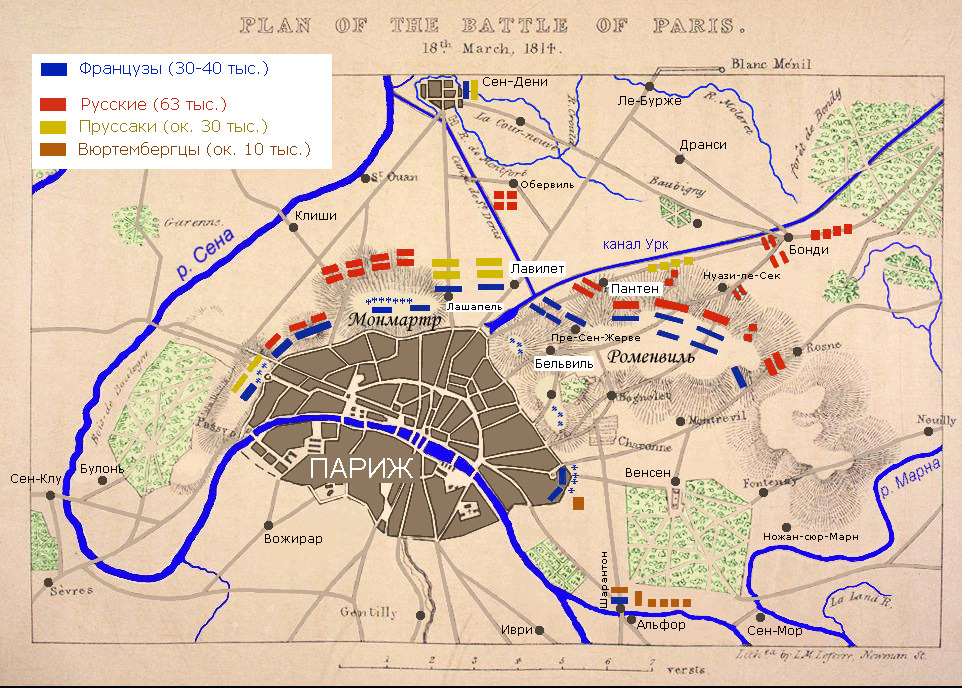
Rielaborazione grafica della mappa stilata da Ermolov per la presa di Parigi nel 1814

Dopo la firma del Trattato di pace di Parigi nel maggio 1814, Alessandro I mandò Ermolov a Cracovia, situata al confine con l'Austria, come comandante dell'esercito di osservazione di stanza nel ducato di Varsavia con 80.000 uomini al suo seguito. La Russia aveva bisogno di truppe al confine, perché alla vigilia del previsto congresso a Vienna, ci si aspettava disaccordo da parte dell'Austria nella definizione dei nuovi confini di stato.
Nell'aprile 1815, venne trasferito nel VI corpo d'armata (due divisioni di fanteria, una di ussari e diversi reggimenti di cosacchi). Da Cracovia si spostò quindi nuovamente verso la Francia con lo scoppio dei cento giorni. Il 21 maggio era già a Norimberga ed il 3 giugno giunse al confine con la Francia. In questa seconda campagna di guerra sul suolo francese, i russi non ebbero un ruolo preponderante sul campo lasciando più spazio a inglesi e prussiani (che combatterono a Quatre Bras, a Ligny ed a Wavre) l'esercito di Napoleone fu definitivamente sconfitto nella battaglia di Waterloo il 18 giugno 1815, mentre Ermolov con le sue truppe entrava in Francia al seguito di Alessandro I, diretto a Parigi.
Dopo essere arrivato a Parigi, Ermolov chiese di essere congedato per malattia per sei mesi e rientrò col corpo dei granatieri in Polonia. Il 20 luglio 1815 a Varsavia, annunciò la solenne restaurazione del regno di Polonia sotto il protettorato della Russia ed annunciò altresì la promulgazione di una nuova costituzione, guidando il giuramento di fedeltà delle truppe locali allo zar.
Nel novembre 1815, Ermolov consegnò il suo corpo d'armata nelle mani del suo successore, il tenente generale I. F. Paskevič e, dopo aver ricevuto il permesso dallo zar, partì alla volta della Russia. All'inizio del 1816, si recò nella provincia di Orël nel villaggio di Lukjančikovo, dove ancora viveva il suo anziano padre.

### Il servizio militare nel Caucaso
(Puškin, "Prigioniero del Caucaso", 1821)

Mentre Ermolov si trovava in ritiro nella sua tenuta nella provincia di Orël, a San Pietroburgo già lo zar aveva pensato di richiamarlo in servizio. Fu il conte A. A. Arakčeev a raccomandare ad Alessandro I di richiamare in servizio Ermolov, proponendolo altresì per la carica di ministro russo della guerra. Dichiarò Arakčeev: 
In precedenza, invece, Ermolov aveva confidato allo stesso Arakčeev e al principe P. M. Volkonskij di desiderare ardentemente il comando dell'armata del Caucaso. Quando Alessandro I venne a sapere di questo desiderio di Ermolov, ne fu estremamente sorpreso in quanto quella era una delle aree alla quale il governo di San Pietroburgo dava meno importanza all'epoca e dove venivano nominati perlopiù generali di minore importanza che certamente non corrispondevano alla posizione raggiunta da Ermolov. Tuttavia Alessandro I accondiscese per le mire politico-militari della Russia nell'area del Caucaso, tenendo conto delle circostanze del Grande gioco delle potenze a livello euro-asiatico, nominando quindi Ermolov quale comandante del corpo d'armata georgiano nell'agosto del 1820. Contestualmente, Ermolov divenne anche amministratore civile per gli affari lungo la frontiera della Georgia, per le provincie di Astrachan' e del Caucaso, nonché ambasciatore straordinario col grado di ministro plenipotenziario russo in Persia. Si insediò ufficialmente nell'ottobre di quell'anno.

#### Ambasciatore in Persia

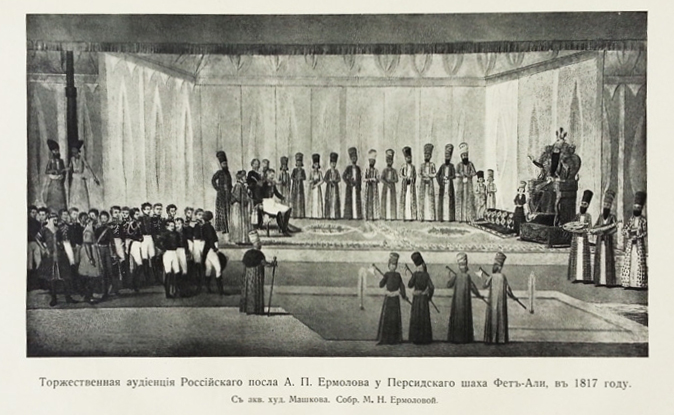
L'ambasciata di Ermolov in persia, al cospetto dello scià Fath Ali.

Dopo aver perlustrato a lungo il confine tra la Russia e la Persia, Ermolov venne delegato dal 1817 come ambasciatore straordinario presso la corte dello scià Fath Ali di Persia, dove trascorse diversi mesi. Alla corte dello scià, Ermolov si comportava spesso in modo provocatorio, ricordando sovente come la Persia era stata a suo tempo sottomessa dai mongoli, giungendo persino a dichiarare di avere lo stesso Gengis Khan tra i propri antenati.
In questa missione diplomatica, Ermolov mostrò ben poco interesse, riuscendo comunque a portare a compimento l'operazione con la caparbietà e la prudenza che gli erano famigliari, rivedendo le condizioni discusse cinque anni prima nel Trattato di Golestan; per questo, il 20 febbraio 1818, venne promosso al grado di generale di fanteria.

#### La guerra nel Caucaso

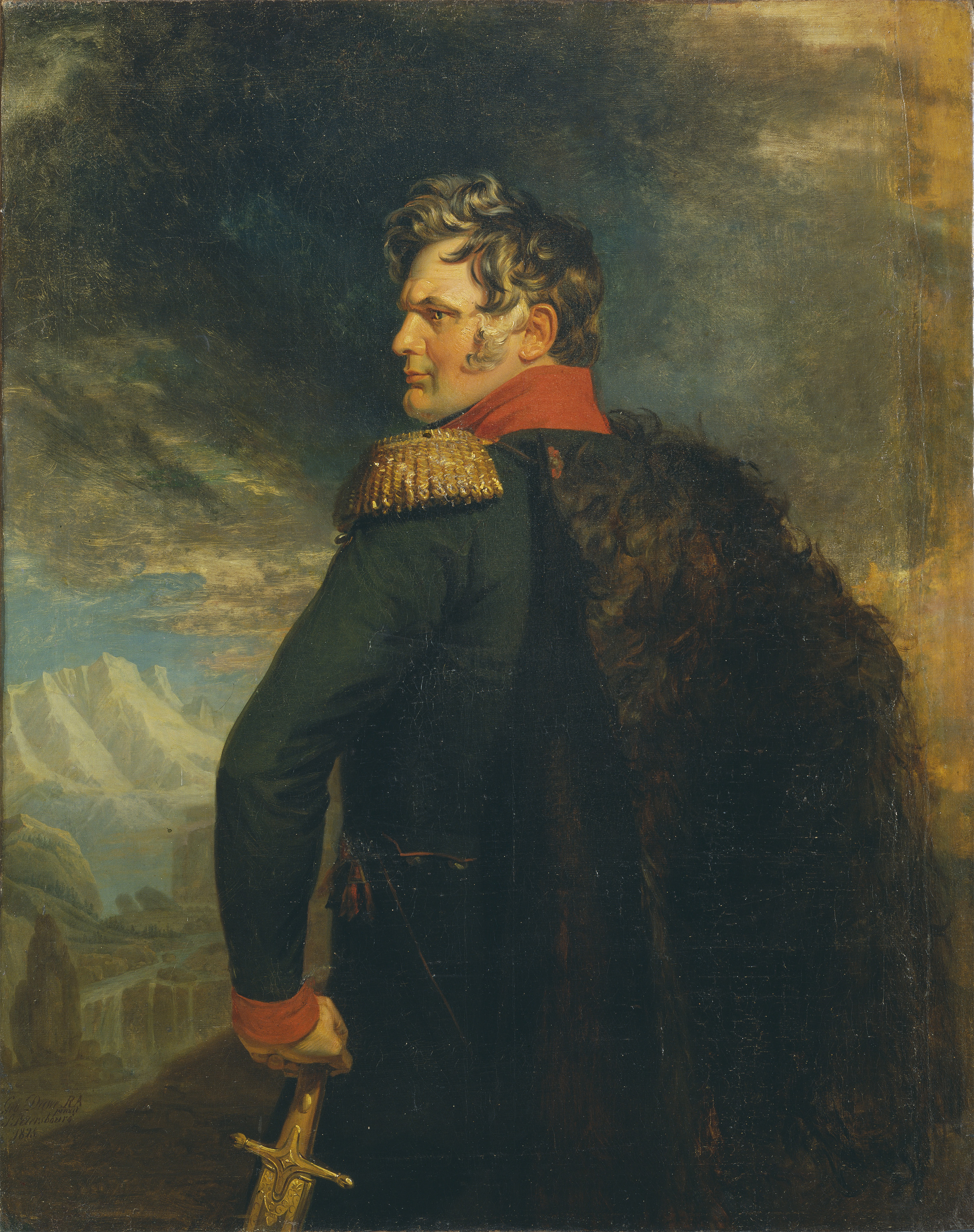
Ritratto del generale Aleksej Petrovič Ermolov eseguito nel 1825 da George Dawe.

La conduzione delle truppe nel Caucaso di parte di Ermolov non venne genericamente criticata, ma fu oggetto di discussione alla corte di San Pietroburgo: aumentò le porzioni di carne e di vino per i suoi uomini, permise loro di indossare cappelli più leggeri al posto dello shako in uso nell'esercito russo all'epoca, borse di tela più leggere anziché pesanti zaini in pelle, pellicce corte invece di pesanti soprabiti invernali; fece inoltre costruire un robusto ospedale a Tiflis e cercò ogni modo per rallegrare la già dura vita dei soldati al fronte.
Ermolov, nel contempo, avviò la costruzione di molte fortezze nel Caucaso settentrionale, come quelle di Nal'čik, Vnezapnaja e Groznyj. Nel 1819, l'esercito cosacco del Mar Nero venne incluso nel corpo d'armata di Ermolov e per tutta risposta questi concesse alcune terre lungo il fiume Kuban' ai cosacchi locali per legarli a sé, dilazionando il loro pagamento delle tasse per due anni. Nel dicembre dello stesso anno guidò una spedizione militare nel villaggio di Akuša che ebbe come risultato una breve battaglia dalla quale la milizia di Akuša uscì sconfitta e la popolazione di Akuša giurò fedeltà allo zar russo.
Nel 1823, Ermolov guidò le guerra nel Daghestan e nel 1825 combatté contro i ceceni. Il nome di Ermolov divenne una vera e propria minaccia per quanti nella regione osavano opporsi al dominio zarista dal momento che le sue operazioni militari erano un susseguirsi di sole vittorie; in breve tempo ottenne l'abolizione dei vassalli dei khanati di Sheki, Karabakh e Shirvan, introducendo il controllo diretto per i russi nel territorio, anche sfruttando l'inimicizia tra diverse tribù locali. Nel 1820 compilò personalmente una preghiera per i musulmani del Caucaso contenente lodi dell'imperatore Alessandro I e auguri a lui indirizzati, anche se questa non riuscì a prendere piede presso la popolazione.
Durante il viaggio di Ermolov in Persia per far visita allo scià Feth-Ali, i ceceni presero in ostaggio il capo di stato maggiore del suo corpo d'armata, il colonnello Ševcov, e iniziarono col chiedere un riscatto di 18 carri d'argento per la liberazione di questi. Invece di iniziare come da tradizione una lunga contrattazione sull'importo da pagare per il riscatto, Ermolov prese la decisione di inviare in Cecenia diverse centinaia di cosacchi che presero in ostaggio 18 anziani tra i più rispettati dei principali villaggi dell'area e ribaltò la situazione minacciando che se Ševcov non fosse stato liberato entro un mese, avrebbe fatto impiccare i prigionieri in sua mano. Il colonnello russo venne rilasciato poco dopo senza il pagamento di alcun riscatto.
Utilizzando i pochi fondi a sua disposizione, Ermolov modernizzò le vie militari nell'area della Georgia e altre vie di comunicazione, istituendo condotte mediche e facilitando l'accesso delle fonti d'acqua da parte dei coloni russi. Si guadagnò per queste riforme il soprannome di "proconsole del Caucaso".

#### La guerra russo-persiana (1826-1828)

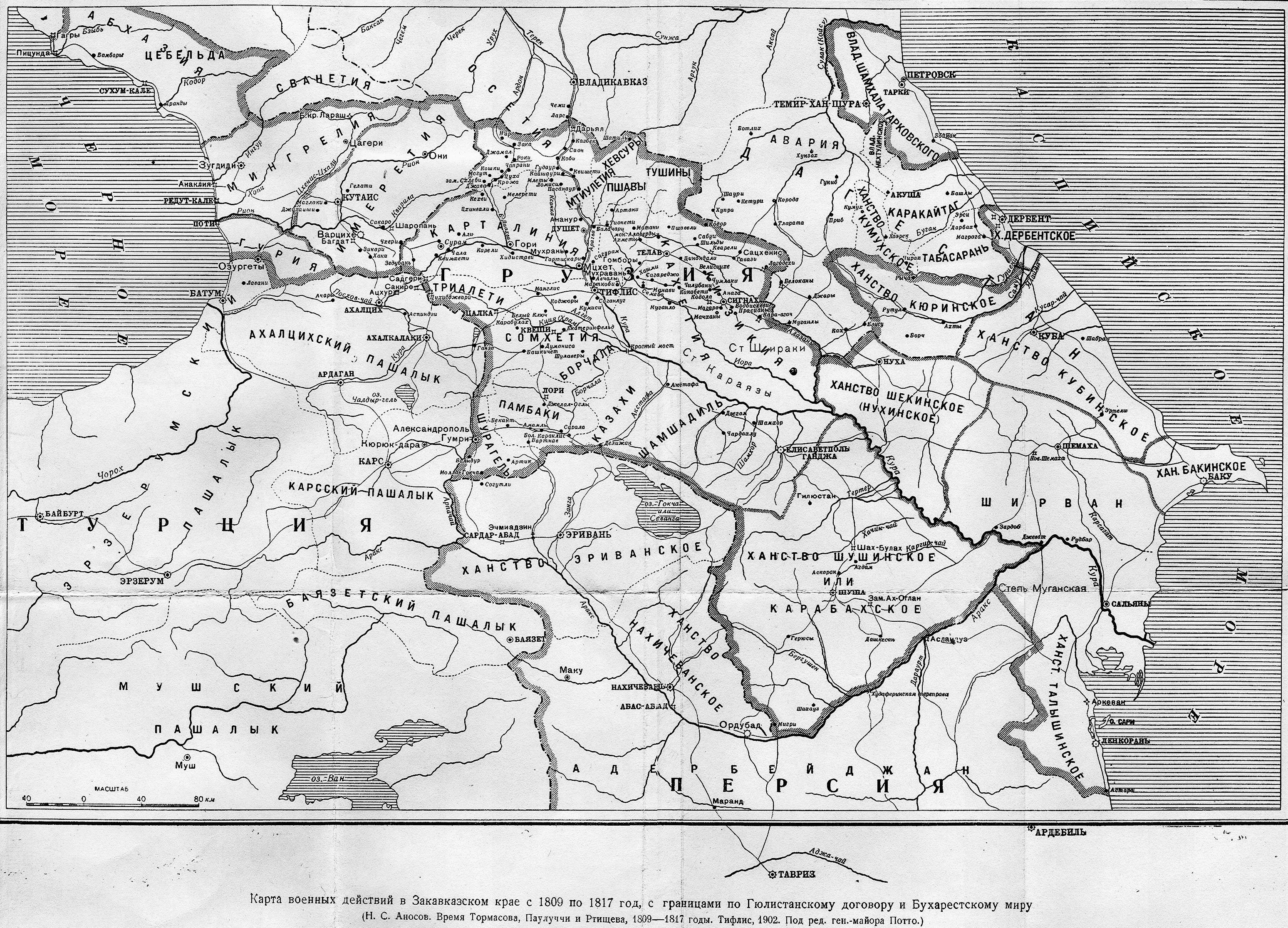
La regione transcaucasica in una mappa d'inizio Ottocento che mostra i confini dell'area come erano stati stabiliti dal trattato di Golestan e dal trattato di Bucarest.

Già negli anni del suo mandato come ambasciatore straordinario, Ermolov aveva avvertito un sostanziale mutamento nel comportamento dei persiani e nel 1826 ritenne opportuno avvertire lo zar Nicola I di Russia che la Persia si stava apertamente preparando alla guerra. Nicola I, in vista dell'apertura di un conflitto con l'impero ottomano, era pronto a cedere la parte meridionale del Khanato di Talish alla Persia in cambio della neutralità dell'impero persiano nel conflitto. Tuttavia, il principe Aleksandr Sergeevič Menšikov, che Nicola I mandò a Teheran con l'ordine di assicurare la pace ad ogni costo, non riuscì a ottenere nulla e lasciò la capitale iraniana con un pugno di mosche.
Nel luglio 1826, l'esercito iraniano, senza dichiarare guerra, invase il Transcaucaso nel territorio dei khanati del Karabakh e del Talish. I persiani occuparono Lankaran e Karabakh, dopodiché si trasferirono a Tiflis. La maggior parte delle guardie "zemstvo" di confine, che erano composte da contadini armati e da azeri a cavallo e a piedi (tatari nella terminologia dell'epoca), pur con rare eccezioni, cedettero le loro posizioni alle truppe iraniane senza opporre molta resistenza o addirittura si unirono ai nemici.
Dopo aver ricevuto un rapporto da Ermolov sull'invasione dei persiani, Nicola I gli inviò all'inizio di agosto, due settimane prima della sua incoronazione, il generale Ivan Fëdorovič Paskevič che godeva dei suoi pieni favori. Il nuovo arrivato ricevette il comando delle truppe del corpo caucasico, sebbene formalmente fosse subordinato a Ermolov, il che portò a un conflitto interno che poté essere risolto solo con l'invio del generale Hans Karl von Diebitsch.

#### Le dimissioni
Il 29 marzo 1827, Ermolov venne stato sollevato da tutti gli incarichi affidatigli. Nicola I gli scrisse di suo pugno: "Per le attuali circostanze in Georgia, avendo riconosciuto la necessità di dare alle truppe di stanza localmente uno speciale comandante in capo, vi ordino di tornare in Russia e rimanere nei vostri villaggi fino al mio nuovo comando".
In precedenza, l'8 marzo 1827, Nicola I, in una lettera al generale Diebitsch aveva espresso la seguente opinione su Ermolov: "Spero che non vi lascerete ingannare da una persona per la quale mentire è una virtù, quando gli possa essere utile, indipendentemente dai comandi che riceve".
Secondo il generale Paskevič, Ermolov venne rimosso dal suo comando in maniera arbitraria, avendo lo zar ricevuto notizia dello stato in cui si trovavano le truppe affidategli, indisciplinate e inclini ai furti e alle vessazioni. Ermolov venne sostituito dal generale Aleksandr Jakovlevič Rudzevič. Secondo le parole del decabrista Andrej Evgen'evič Rozen, Ermolov venne rimosso per un suo sospetto coinvolgimento in una cospirazione contro l'imperatore, per quanto questo non fosse mai stato provato. Le dimissioni di Ermolov, ad ogni modo, ebbero una notevole risonanza non solo all'interno dell'esercito dove i suoi uomini ne deplorarono la mancanza al comando, ma anche negli ambienti dell'alta società russa dove il valore dimostrato dal generale veniva premesso ai pettegolezzi di corte.

### Gli anni della pensione (1827-1831)
Di buon grado (stranamente, come dissero molti pensando al suo carattere), Ermolov si ritirò a vita privata nella sua tenuta di Lukjančikovo, nei pressi di Orël, dove, occasionalmente, ricevette visite di amici e personaggi di rilievo come lo scrittore Aleksandr Sergeevič Puškin che disse di lui: 

#### Gli ultimi anni

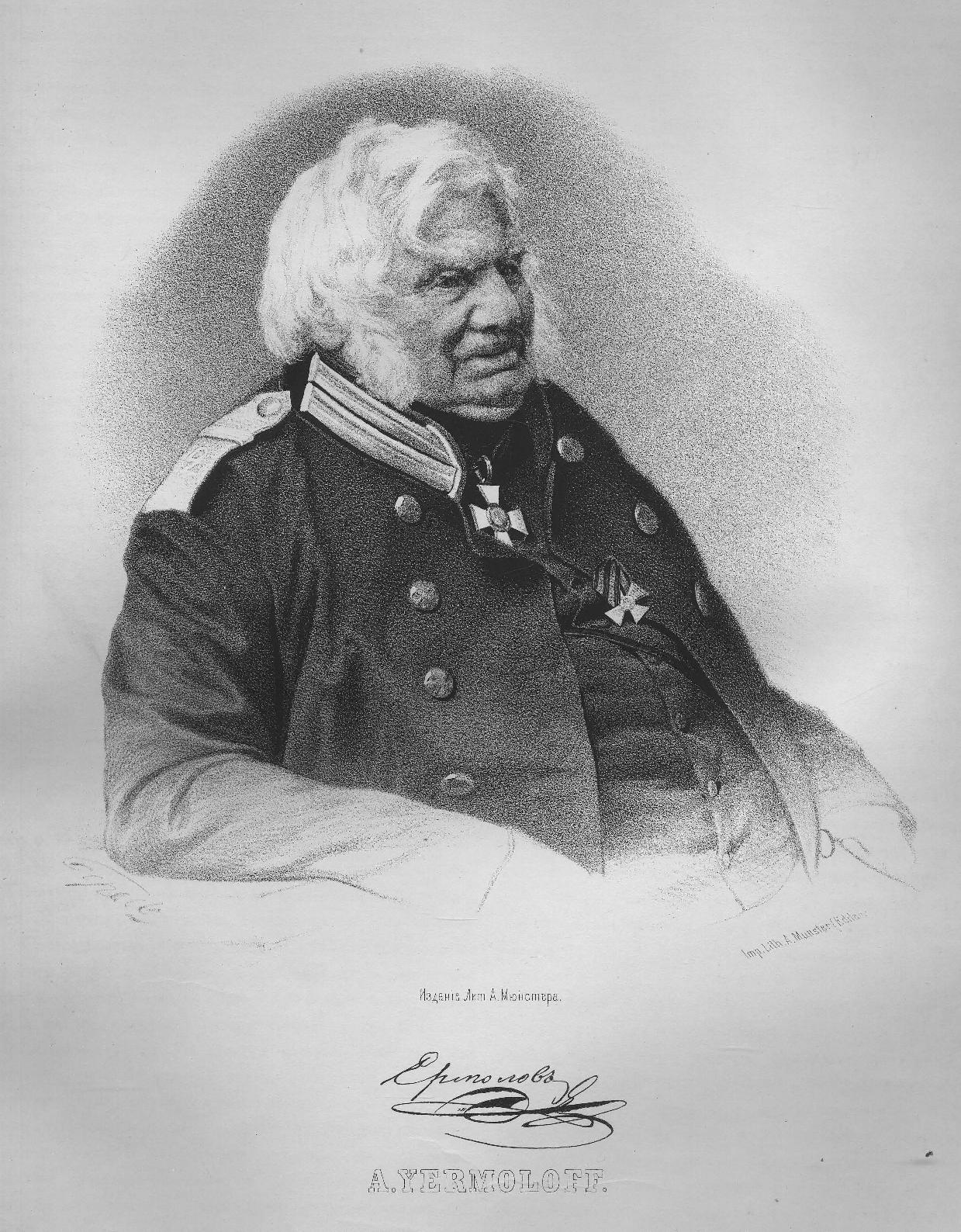
Ermolov in una fotografia degli ultimi anni di vita

Nel 1831, Ermolov divenne membro del Consiglio di Stato. Fu membro onorario dell'Accademia Imperiale delle Scienze (1818), membro dell'Accademia Russa (1832) e membro onorario dell'Università di Mosca (1853). Nel 1848 avrebbe voluto intraprendere un viaggio all'estero, ma secondo le memorie di Michail Petrovič Pogodin gli venne impedito in quanto la sua figura sarebbe risultata troppo compromettente nel bel mezzo di un'Europa piagata dalle rivoluzioni.
Con lo scoppio della guerra di Crimea alla fine del 1853, Ermolov, a 76 anni, venne eletto capo della milizia statale in sette province, ma assunse questa posizione effettivamente solo a Mosca dove ormai risiedeva stabilmente. Nel maggio del 1855, a causa della vecchiaia, lasciò definitivamente anche questo incarico. Dal 1857 fino alla fine della sua vita, occupò la posizione di più alto in grado da tutti i generali dell'esercito russo, sia per grado che per anzianità.
Morì l'11 aprile 1861 a Mosca.

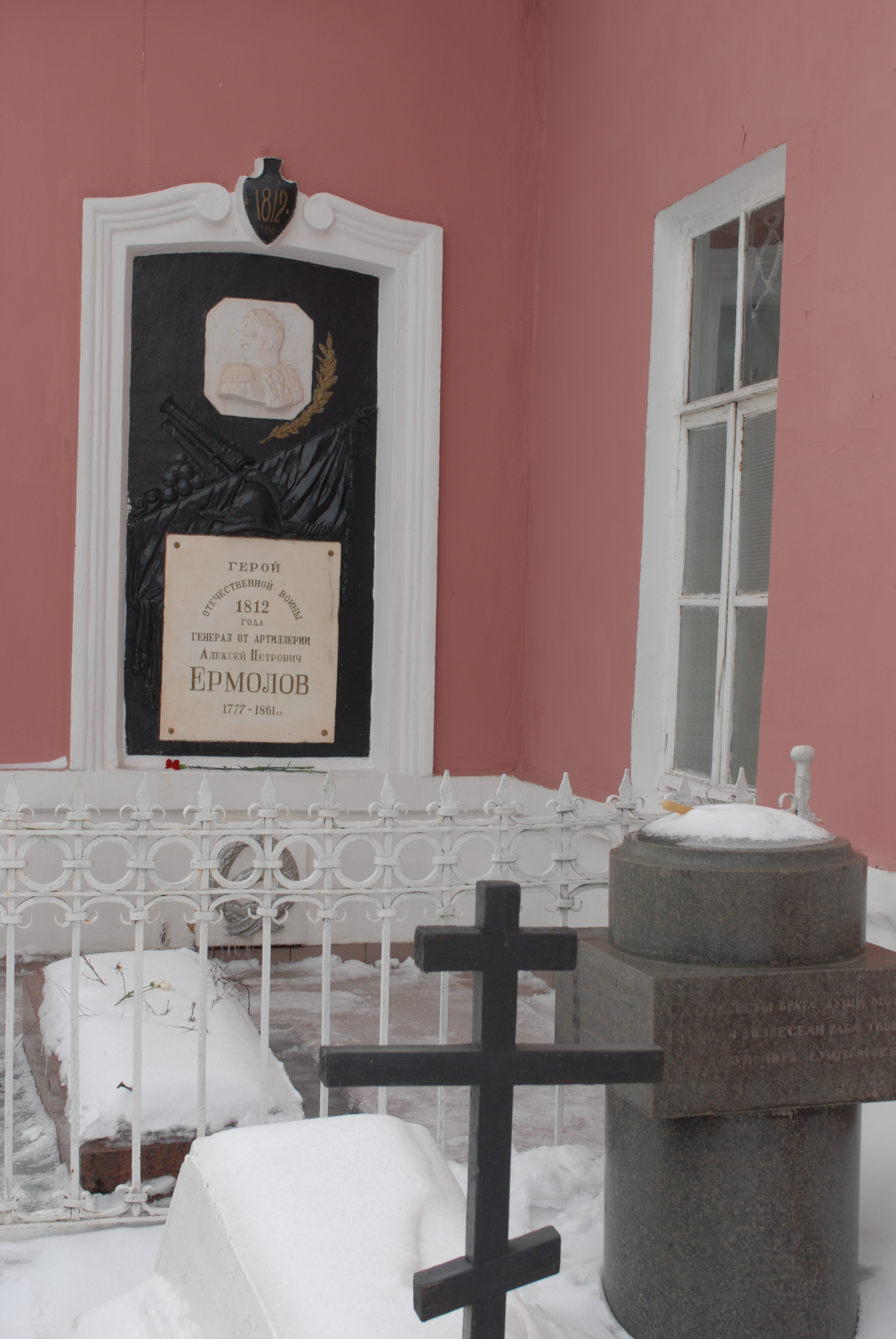
La tomba di Ermolov nel cimitero della Santissima Trinità di Orël

Nel suo testamento spirituale lasciò le seguenti disposizioni circa il suo funerale:
La piazza davanti alla Chiesa della Trinità dove si svolsero poi i funerali di Ermolov e tutte le strade adiacenti, il giorno del funerale, erano piene di gente. A San Pietroburgo, sulla Prospettiva Nevskij, suoi ritratti vennero esposti in tutti i negozi. La sua salma, come da sue disposizioni, venne sepolta a Orël e poi traslata nella cappella funeraria addossata alla locale chiesa del cimitero della Santissima Trinità nel 1867, edificata con fondi raccolti dallo zar Alessandro II.

## Il carattere, i giudizi militari e la vita personale

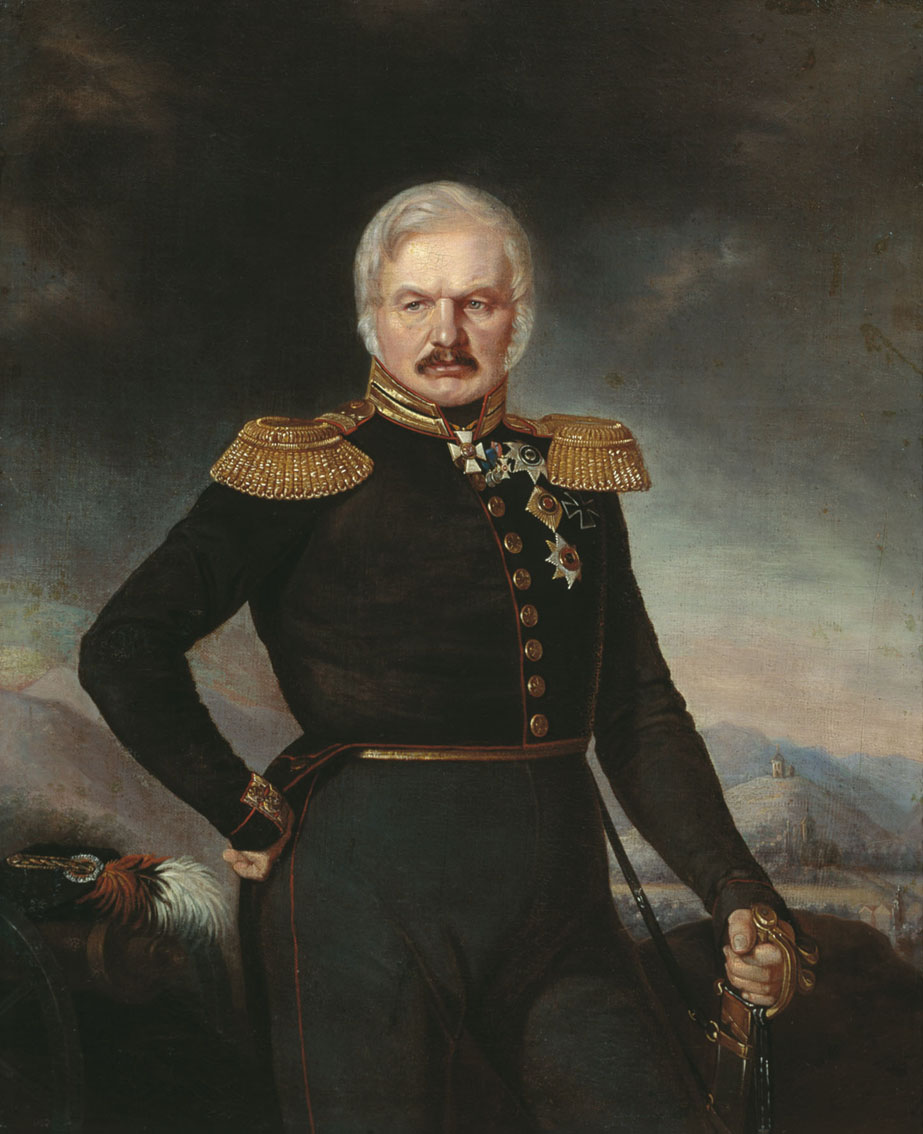
Il generale Ermolov in un ritratto di Pëtr Zacharov-Čečenec del 1843 circa

I contemporanei di Ermolov che avevano una mentalità liberale nutrivano grandi speranze in lui, sebbene nessuno lo capisse appieno. Il poeta russo Aleksandr Sergeevič Griboedov lo definì "La Sfinge dei tempi moderni" per l'imperscrutabilità dei suoi pensieri, consegnando nel contempo ai posteri una serie di riflessioni personali sulla sua persona, avendo egli servito sotto il suo comando nel Caucaso.
Ermolov è ancora oggi una figura molto controversa per gli storici del periodo. In Russia si fece conoscere per le proprie competenze militari, per il proprio coraggio e per l'abilità strategica. La sua leadership carismatica nella conduzione delle truppe imperiali russe venne romanzata in poesie di Aleksandr Sergeevič Puškin, Vasilij Andreevič Žukovskij e altri. Nel Caucaso (ad eccezione dell'Ossezia), Ermolov divenne invece tristemente famoso per le atrocità commesse su suo ordine contro la popolazione locale.

Charles King, storico della storia del Caucaso, disse a tal proposito: 
John Frederick Baddeley ne tratteggiava con queste parole un ritratto storico nel 1908:

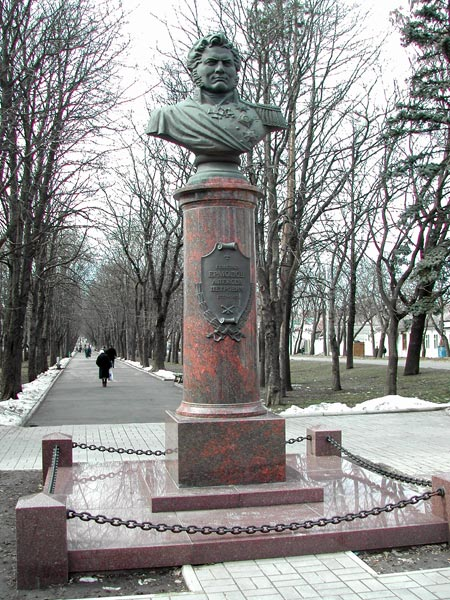
Monumento al generale Ermolov nella città russa di Stavropol'.

Ermolov era single e lo rimase per tutta la vita, ma grazie alla sua corporatura ebbe un certo successo con le donne. Scriveva Griboedov: 

Nel contempo, alcuni suoi contemporanei ebbero come l'impressione che lui stesso "evitasse" le frequentazioni femminili. Come Ermolov ebbe modo di ricordare nelle sue memorie: 
Durante la guerra nel Caucaso, come altri ufficiali, Ermolov tenne con sé diverse concubine "asiatiche". Una di queste ragazze, di nome Totaj, venne rapita dall'aul di Kaka-Shura e costretta ad un "matrimonio kebin", per quanto oggi i biografi e gli storici sulla persona di Ermolov sono concordi nel ritenere che tale fatto sia da ascrivere alla sola leggenda, dal momento che tale forma di unione era categoricamente vietata dai mussulmani sunniti, religione a cui appartenevano i popoli del Daghestan. Da vari legami, spesso imprecisati, Ermolov ebbe comunque dei figli: Viktor (da Sjuidu Abdullah Kyzy), Norte e Claudius (entrambi da Totaj) e Petr (da Sultanum), i quali ricevettero la legittimazione dallo zar Alessandro II, così come la figlia Sof'ja (m. 1870) che decise di rimanere di religione islamica e si sposò poi nel villaggio di Geli.

## La biblioteca personale

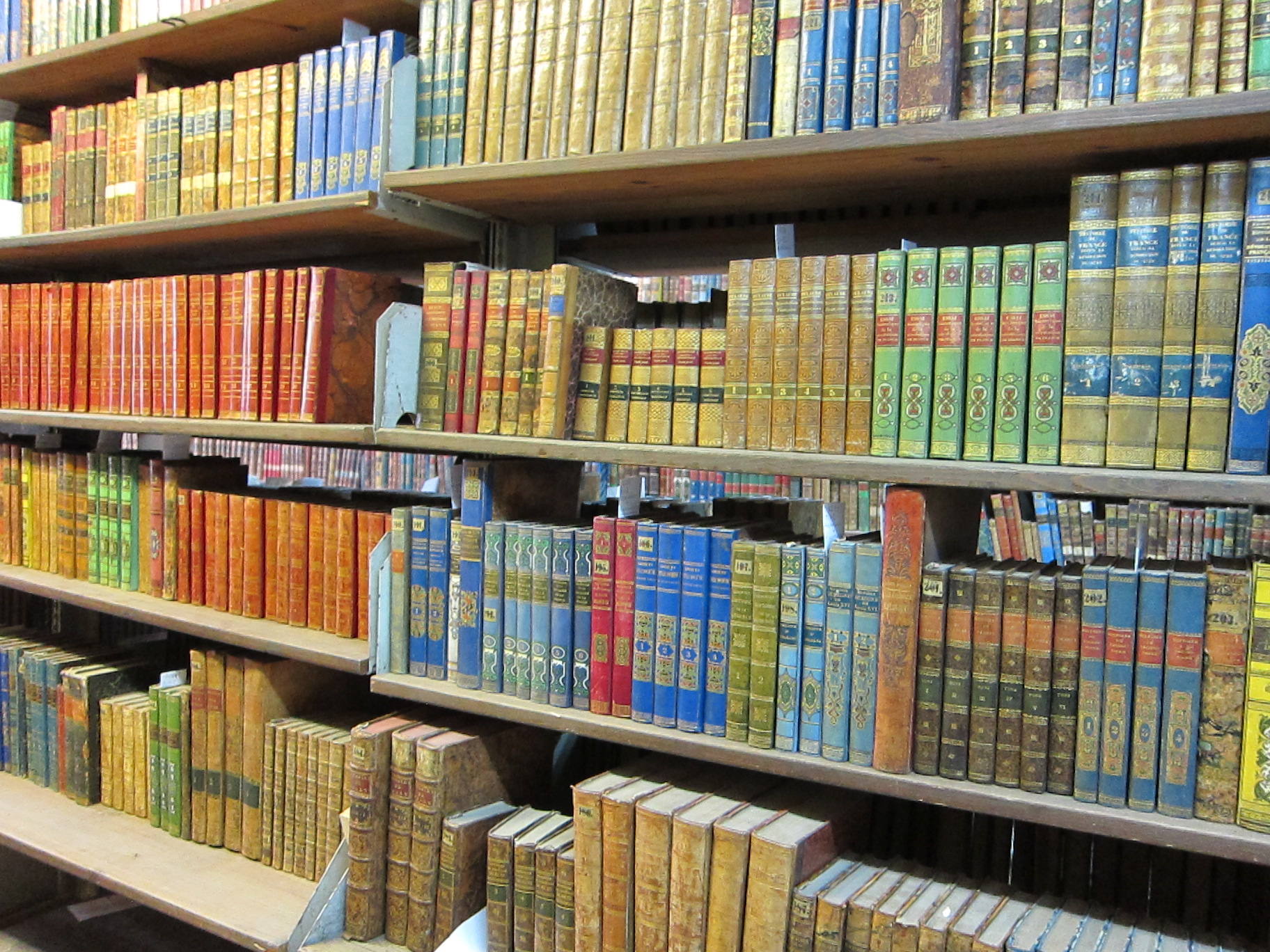
Una parte del fondo librario lasciato da Ermolov all'Università di Mosca

Negli anni, Ermolov si dimostrò un attento bibliofilo e collezionò diversi testi anche preziosi che, nel 1855, vendette all'Università di Mosca. Vennero ceduti un totale di 7 800 volumi di storia, filosofia, arte e arte militare; i libri erano principalmente in lingua francese, italiana, inglese e tedesca. Molte copie conservavano iscrizioni e autografi di personaggi storici famosi che li avevano posseduti (Vasilij Andreevič Žukovskij, Denis Vasil'evič Davydov, Avraam Sergeevič Norov, Sir Jacob Willie e altri). La collezione comprendeva anche oltre 160 tra atlanti e mappe.
Nel 1907, l'archivio personale di Ermolov venne trasferito all'Archivio Principale del Ministero degli Affari Esteri di Mosca.
Al momento, la biblioteca personale di Ermolov è conservata nel Dipartimento di libri e manoscritti rari della Biblioteca scientifica dell'Università statale di Mosca.